# Villeneuve-lès-Charnod
Villeneuve-lès-Charnod är en kommun i departementet Jura i regionen Bourgogne-Franche-Comté i östra Frankrike. Kommunen ligger i kantonen Saint-Julien som tillhör arrondissementet Lons-le-Saunier. År 2018 hade Villeneuve-lès-Charnod 86 invånare.

## Befolkningsutveckling
Antalet invånare i kommunen Villeneuve-lès-Charnod
Referens:INSEE